# Alemdar Mustafa Pascià
Alemdar Mustafà Pascià (مصطفی پاشا, anche noto come Bayraktar Mustafa Pascià; Chotyn, 1765 – Costantinopoli, 15 novembre 1808) è stato un militare e politico ottomano, tra i personaggi più in vista durante i Colpi di stato ottomani del 1807-1808.
Di origine albanese oppure azeri-carakalpaca, Alemdar Mustafa Pascià fu nominato gran visir dell'Impero ottomano dal sultano Mahmud II dopo che la rivolta di palazzo organizzata da Alemdar l'aveva messo sul trono, si fece promotore di un rinnovamento dell'impero che lo portò a scontrarsi con la fazione più reazionaria della corte. Morì nel suo palazzo costantinopolitano durante un assalto dei giannizzeri.